# هیکمن (کالیفرنیا)
هیکمن (به انگلیسی: Hickman) یک منطقهٔ مسکونی در ایالات متحده آمریکا است که در شهرستان استانیسلاس، کالیفرنیا واقع شده‌است. هیکمن ۲٫۸۰۹ کیلومتر مربع مساحت و ۶۴۱ نفر جمعیت دارد و ۵۴ متر بالاتر از سطح دریا واقع شده‌است.